# Quartier Saint-Mathieu (Perpignan)
Pour les articles homonymes, voir Quartier Saint-Mathieu et Saint-Mathieu.
Le quartier Saint-Mathieu (ou Saint-Matthieu) est un des quartiers médiévaux du centre historique de Perpignan.  

## Localisation
Le quartier est délimité historiquement par la rue Grande-la-Monnaie, la rue des Sureaux, la rue des Lices, la rue lieutenant Pruneta, la rue des Jotglars et la rue Maréchal Foch. On peut lui adjoindre également la partie située entre la rue Porte d'Assaut, le quai Jean Delattre de Tassigny et la rue Pierre Cartelet,. 
Il est situé sur la pente nord-ouest du Puig Major, colline principale de Perpignan, renommée en Puig del Rei ou Puig Real après la construction du palais des Rois de Majorque.
|              | Clémenceau    | Saint-Jean                  |
|              | Saint-Mathieu | La Réal                     |

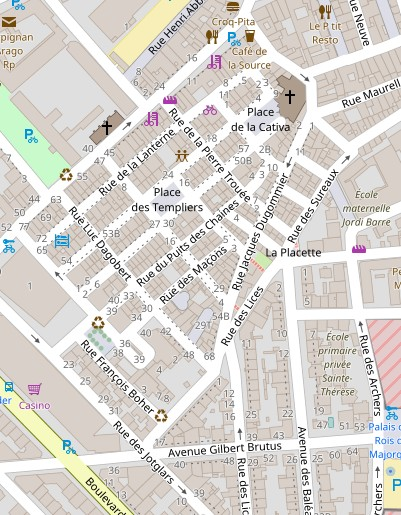
Plan du quartier Saint-Mathieu

| Saint-Martin |               | Palais des Rois de Majorque |

## Toponymie
Le quartier Saint-Mathieu tient son nom de l'église Saint-Mathieu.
Cependant, sa superficie recouvre plusieurs anciens lieux-dits présents avant son développement et dont on retrouve parfois les noms dans les rues :
- Les Colomines, du latin condominia désignant une terre partagée ou en copropriété.
- La Mata Toro, du pré-latin matta (fourré) et tor (colline).
- El Gramenar, sans doute un mauvais pâturage, du latin gramen (herbe, chiendent) suivi du suffixe colectif -aris.
- Les Comes, du latin cumba désignant une combe. Suivi du suffixe collectif -aria, ce nom a donné une rue, le carrer de les Comeres, depuis déformé en rue des Commères.

## Historique
Le quartier Saint-Mathieu a été loti au milieu du XIIIe siècle au moment où Perpignan connaît une spectaculaire croissance urbaine et démographique sous l'impulsion de Jacques 1er d'Aragon. Il est inscrit au Secteur sauvegardé de Perpignan depuis 1995. 

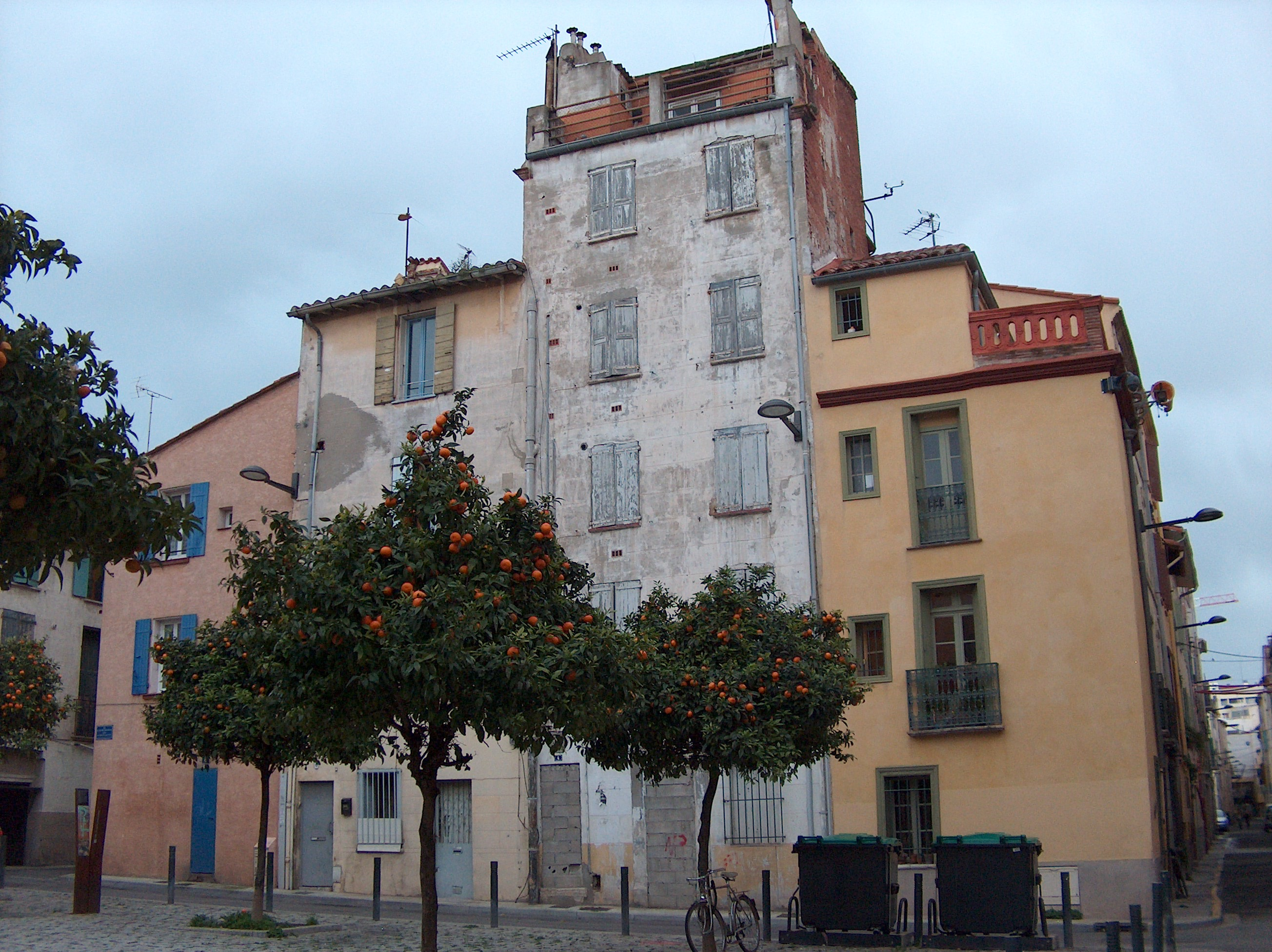
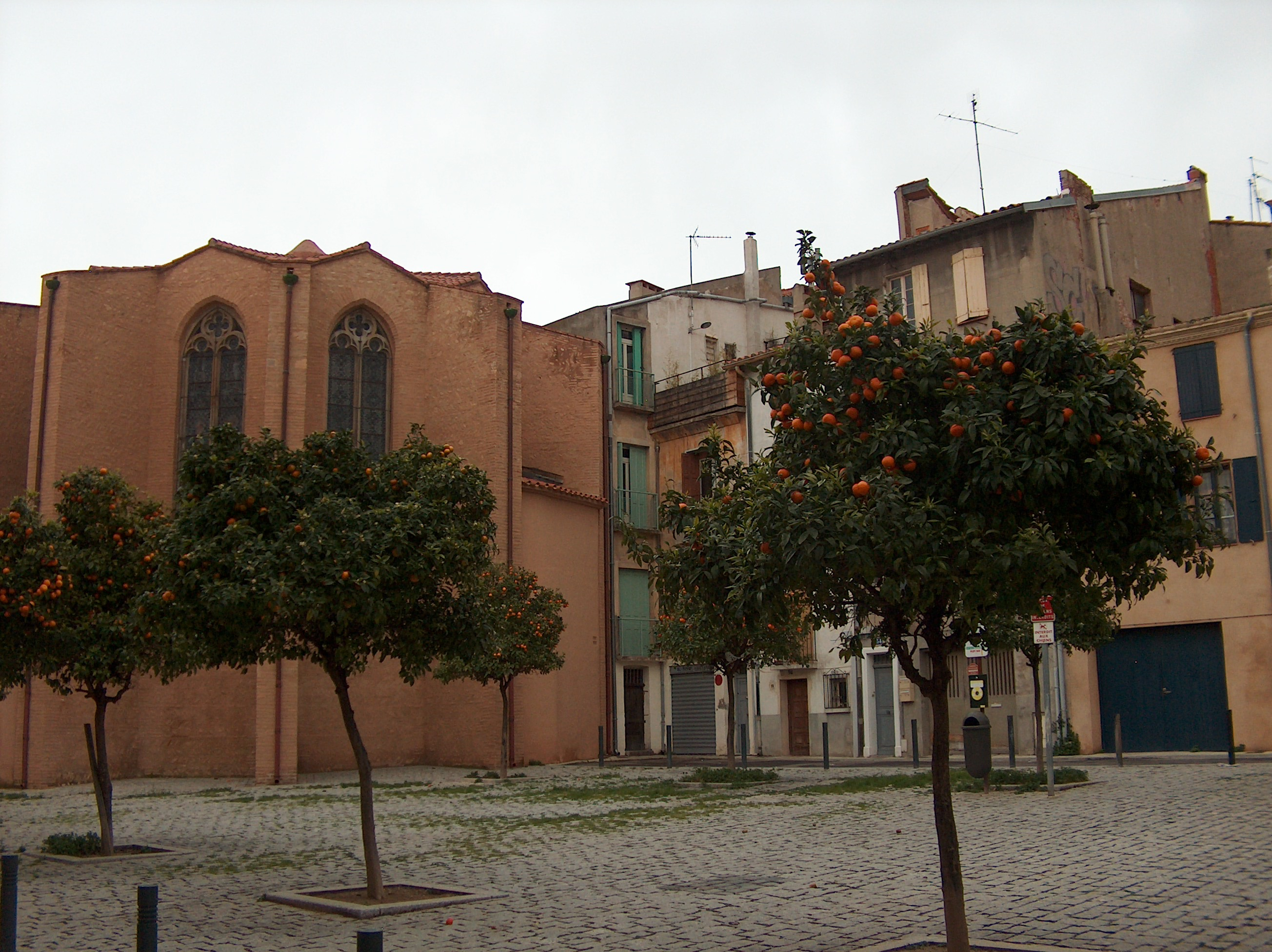
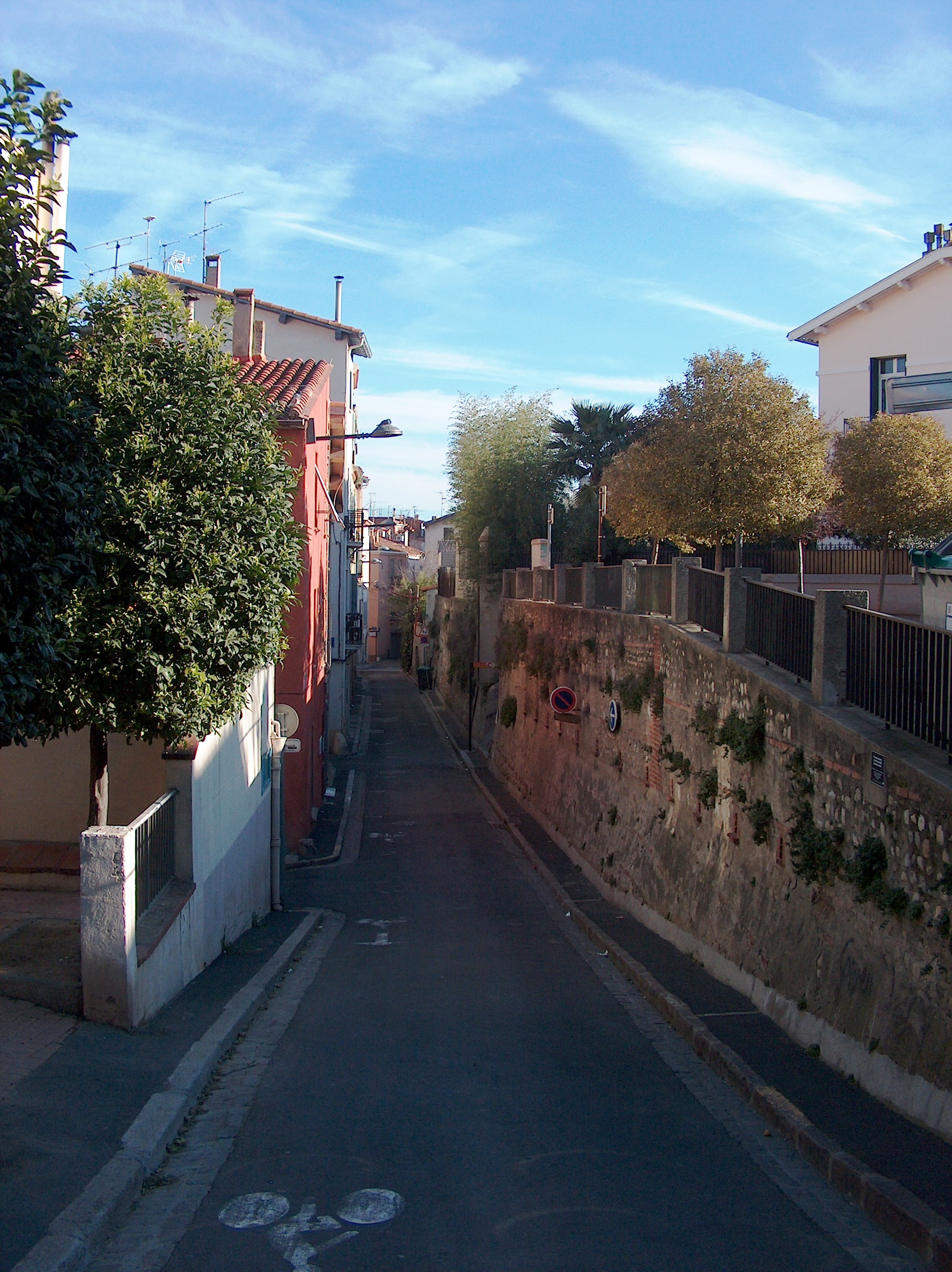
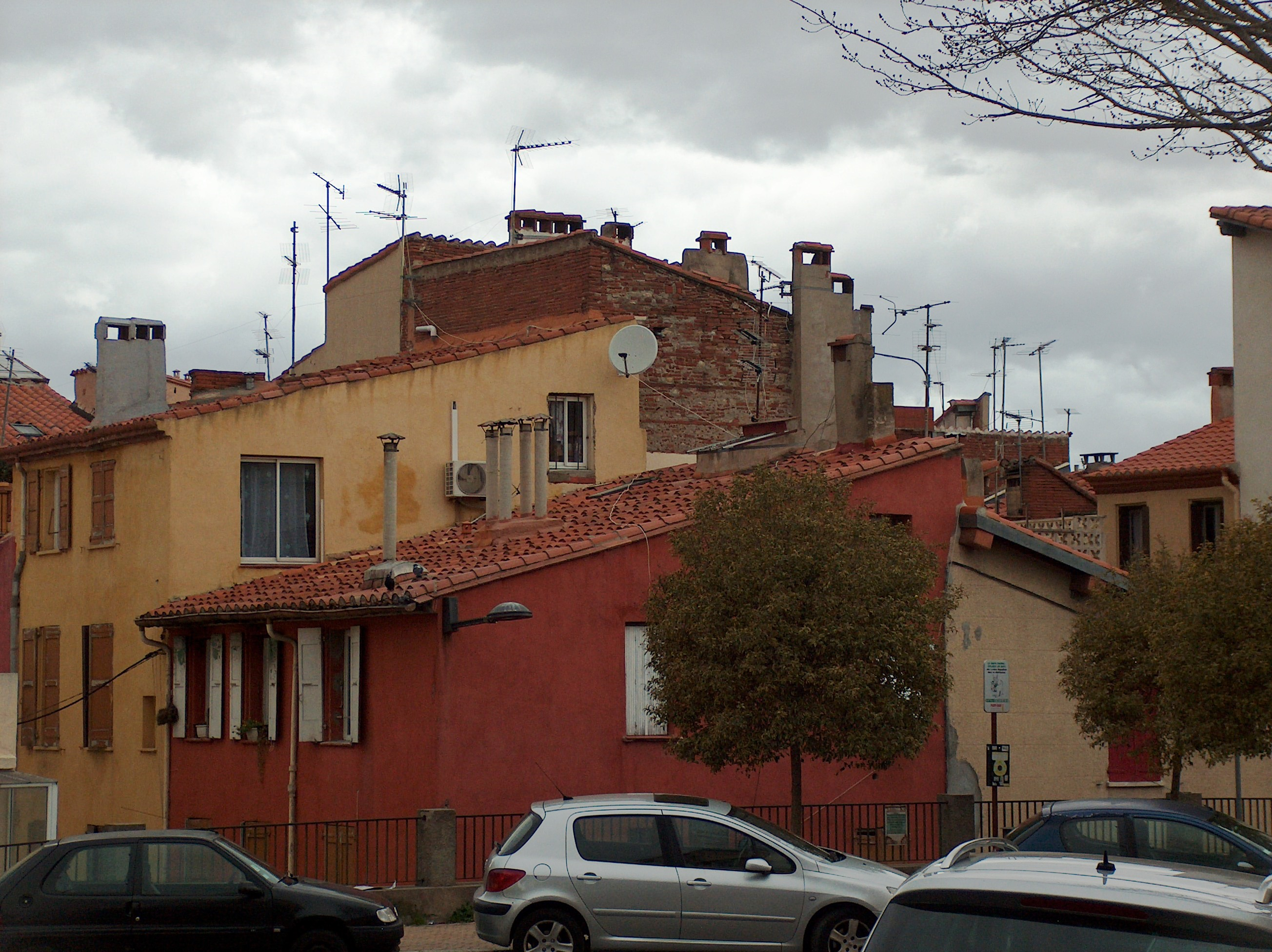

## Monuments
- Conservatoire à rayonnement régional de Perpignan
- Église Saint-Mathieu de Perpignan (1677)
- Chapelle Notre-Dame-des-Anges (XIIIe siècle)
- Haute École d'art de Perpignan (fermée en 2016)
- Palais de Justice (1860)
- Couvent des Franciscains

## Bâtiments publics, administrations
- École Sainte-Thérèse-de-L'Enfant-Jésus, rue des Archers.
- École Jordi-Barre.
- Caisse Primaire d'Assurance Maladie.

## Monuments disparus
- Couvent de Notre-Dame de la Merci (détruit le 6 janvier 1972)[7]
- Caserne Saint-Martin (détruite en 1974 sous l'impulsion du maire de l'époque Paul Alduy)[2]. L'emplacement actuel est occupé par le Conservatoire depuis 1989.
- Hôtel de la Monnaie (détruit en 1972)[2]. L'emplacement actuel est occupé par des bâtiments de la Sécurité Sociale.
- Collège Pi (détruit en 1970). Il ne reste plus qu'une annexe occupée par le Centre d'Art contemporain Walter Benjamin. Un parking (dalle Arago) occupe son ancien emplacement.

## Places et rues
Places
- Place des Templiers
- Place de la Cativa
- Place des Mateuets
- Place du Saré (Plaça del Convent de la Mercé, Plaça del Saré, version française 1830)
- Place du Pont d'en Vestit

Rues
- Rue du Maréchal Foch (Carrer gran de Sant Marti, Carrer del Portal de Sant Marti, Carrer dels Cordellers, Carrer dels Torongers, Rue Martin, Rue de la Montagne, Rue des Victoires, Rue d'Orléans, Rue de la République, Rue Saint-Martin, Rue de la Catalogne, nom actuel depuis 1918)
- Rue de la Lanterne (Carrer d'en Traver, Carrer de la Llanterna, version française depuis 1830)
- Rue François Arago (Carrer de la Panna, nom actuel depuis 1830)
- Rue de la Caserne-Saint-Martin (Carrer de les cases ermes, nom actuel depuis 1790)
- Rue des Jotglars
- Rue du Four Saint-François (Carrer del Forn de Sant Joan, nom actuel depuis la fin du XVIIe siècle)
- Rue du Puits des Chaînes
- Rue des Maçons (Carrer que va del pou de les cadenes al cerer, Carrer de la Creu de fusta, Rue des Tripiers, nom actuel depuis 1830)
- Rue Luc Dagobert (Carrer d'en Ortaffa, nom actuel depuis 1793)
- Rue Etroite (Carrer Estret, version française depuis 1830)

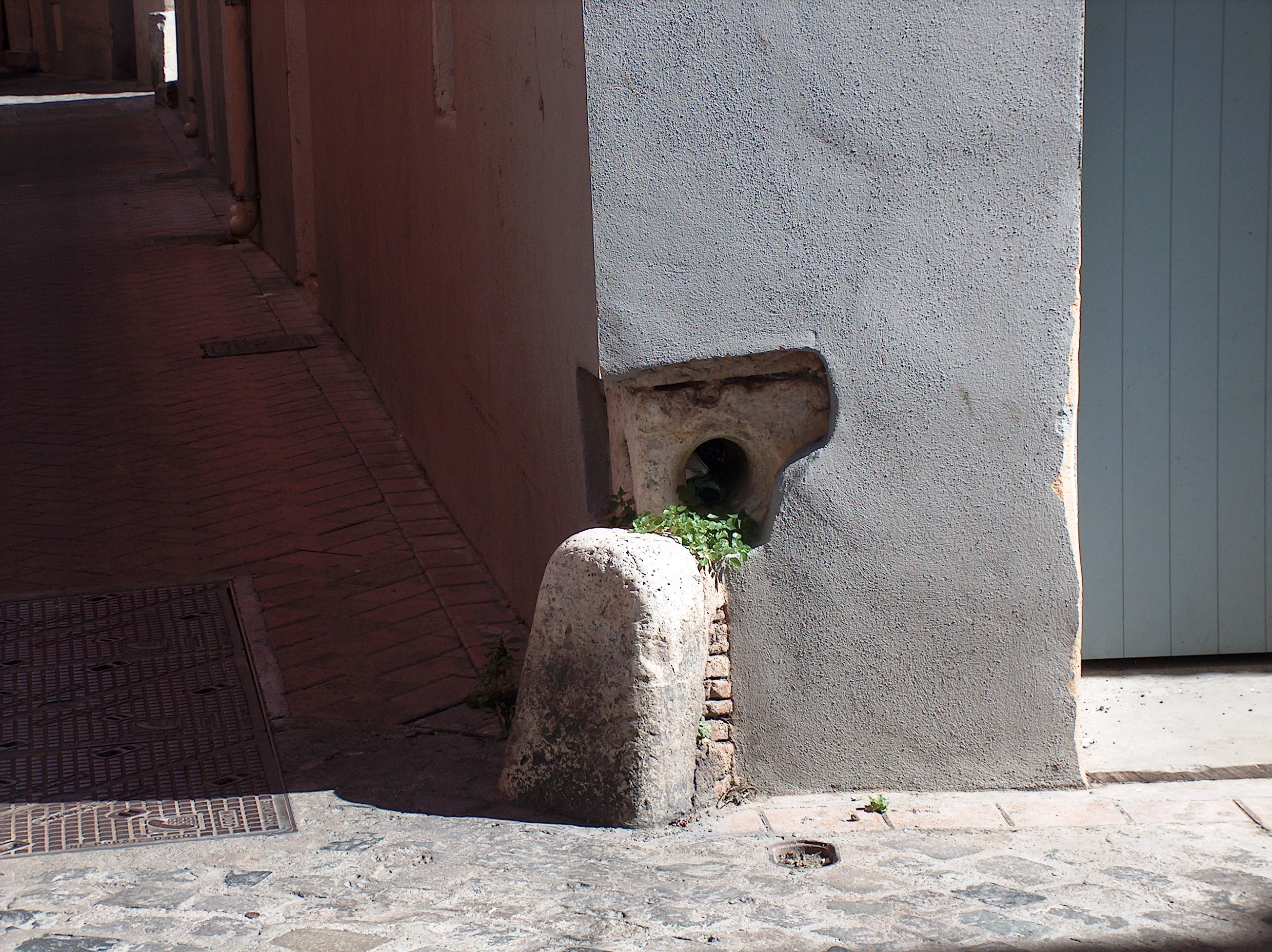
Pierre d'angle trouée du 16e siècle donnant son nom à la rue de la Pierre Trouée

- Pierre d'angle trouée du 16e siècle donnant son nom à la rue de la Pierre TrouéeRue de la Pierre Trouée (Carrer de la Pedra Foradada, Carrer de Sant Patomtom, nom actuel depuis 1830)
- Rue des Commères (Carrer de les Comes, Carrer d'en Albenc, Carrer de les Comares, nom actuel depuis 1830)
- Rue du Cimetière Saint-Mathieu (Carrer de l'Hostal del Cap de moro, nom actuel depuis le XVIIe siècle)
- Rue de la Saponaire (Carrer de la Sabonera, version française depuis 1830)
- Rue Camille Jourdan
- Rue Maréchal Lannes (Carrer del Gavatx, nom actuel depuis 1830)
- Rue Maréchal Ney (Carrer d'en Julia, nom actuel depuis 1830)
- Rue des Lices
- Rue du Couvent de la Merci (Carrer tras la Mercé, Carrer d'en Portaries, Rue de la Merci)
- Rue François Boher
- Impasse Dagobert
- Rue de l'Hôpital (Carrer de Sant Francesc, Carrer d'en Gallo, Carrer d'en Masdeu, Carrer de l'Espital del Rey, nom actuel depuis 1830)
- Rue Jacques Dugommier (Carrer de Sant Mateu, Carrer gran de les professons, Carrer del Balco de fusta, nom actuel depuis 1830)
- Rue des Sureaux (Carrer d'en Fetjo, nom actuel depuis 1830)
- Rue Pierre Cartelet
- Rue Bastion Saint-François
- Rue Porte d'Assaut
- Quai Jean de Lattre de Tassigny
- Rue Dr Ludwig Lazarus Zamenoff
- Rue des Rois de Majorque
- Rue du Château
- Rue des Archers

## Personnalités du quartier
- François Albafulla (16..-1706) : notaire ;
- Michel Anglada (1678-1710) : sculpteur ;
- Étienne Arago (1802-1892) : né dans l'Hôtel de la Monnaie ;
- Paul Combeau (1893-1978) : né au 26 rue François Arago, instituteur, dirigeant du Parti communiste des Pyrénées-Orientales jusqu’en 1938, animateur de la vie culturelle départementale ;
- Dominique Domenech-Balanda (1742-1824) : avocat ;
- Jean Domenech-Diego (1774-1867) : juge de paix ;
- François Domenech-Nègre (16..-1702) : homme de loi ;
- François Domenech-Pujol (1699-....) : homme de loi ;
- François Nègre : sculpteur du XVIIe siècle ;
- Louis Ribera : sculpteur du XVIIIe siècle ;
- Jean Vallespir : notaire au XVIe siècle.
- Claude Massé (1934-2017) : sculpteur